# تراوش سیلیسی

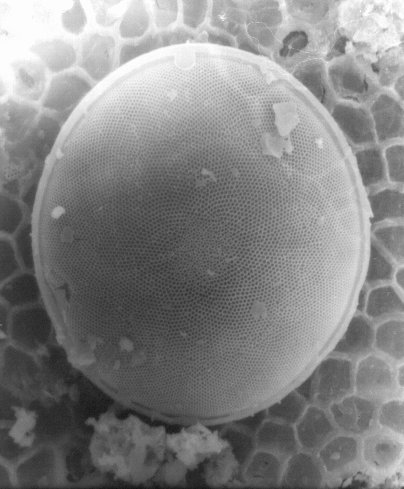
یک دیاتوم مرکزی، بزرگنمایی x150

تراوش سیلیسی (به انگلیسی: Siliceous ooze) نوعی رسوب دریایی زیست‌زا (بیوژنیک) است که در اعماق اقیانوس قرار دارد. تراوش‌های سیلیسی کمترین رایج‌ترین رسوبات اعماق دریا هستند و تقریباً ۱۵ درصد از کف اقیانوس را تشکیل می‌دهند. تراوش به رسوباتی گفته می‌شود که حداقل ۳۰ درصد از بقایای اسکلتی میکروارگانیسم‌های لجه‌ای را شامل می‌شود. تراوش‌های سیلیسی عمدتاً از اسکلت‌های مبتنی بر سیلیس موجودات دریایی میکروسکوپی مانند دیاتوم‌ها و شعاعیان ساخته شده‌اند. دیگر اجزای تراوش‌های سیلیسی در نزدیکی حاشیه قاره ممکن است شامل ذرات سیلیس مشتق‌شده از زمین و اسپیکول‌های اسفنجی باشد. تراوش‌های سیلیسی از اسکلت‌های ساخته‌شده از سیلیس عقیق SiO 2 · n H 2 O تشکیل شده‌اند، برخلاف تراوش‌های آهکی که از اسکلت‌های موجودات کربنات کلسیم (CaCO 3 · n H 2 O) (یعنی کوکولیتوفورها) ساخته شده‌اند. سیلیس (Si) یک عنصر زیستی ضروری است و به‌طور مؤثر در محیطهای دریایی از طریق چرخه سیلیس بازیافت می‌شود. فاصله از توده‌های خشکی، عمق آب و حاصلخیزی اقیانوس‌ها همه عواملی هستند که بر محتوای سیلیس اوپال در آب دریا و وجود تراوش‌های سیلیسی تأثیر می‌گذارند.

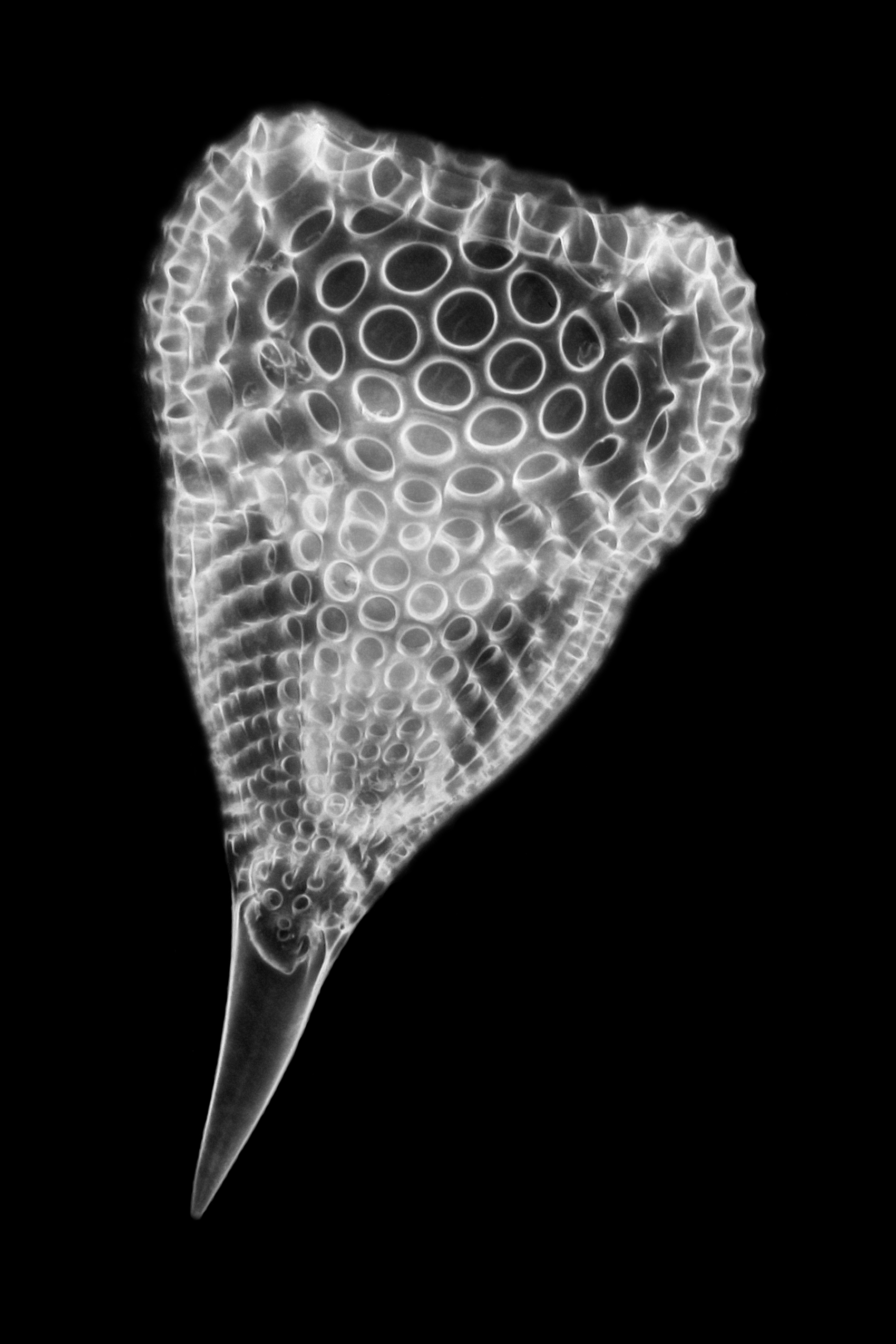
یک شعاعی با بزرگ‌نمایی ۱۶۰ برابر

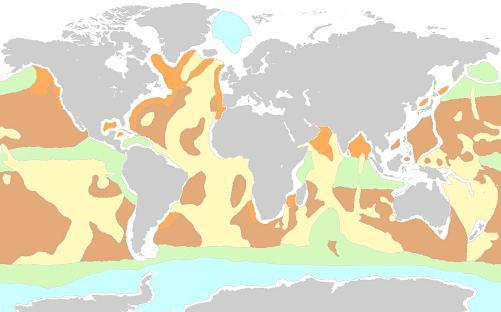
نقشه جهانی که پراکندگی رسوبات لجه‌ای را نشان می‌دهد. سبز: رسوبات سیلیسی. سفید: رسوبات حاشیه قاره. آبی: رسوبات یخبندان. نارنجی: رسوبات خشکی. قهوه‌ای: خاک رس لجه‌ای. زرد: رسوبات آهکی.

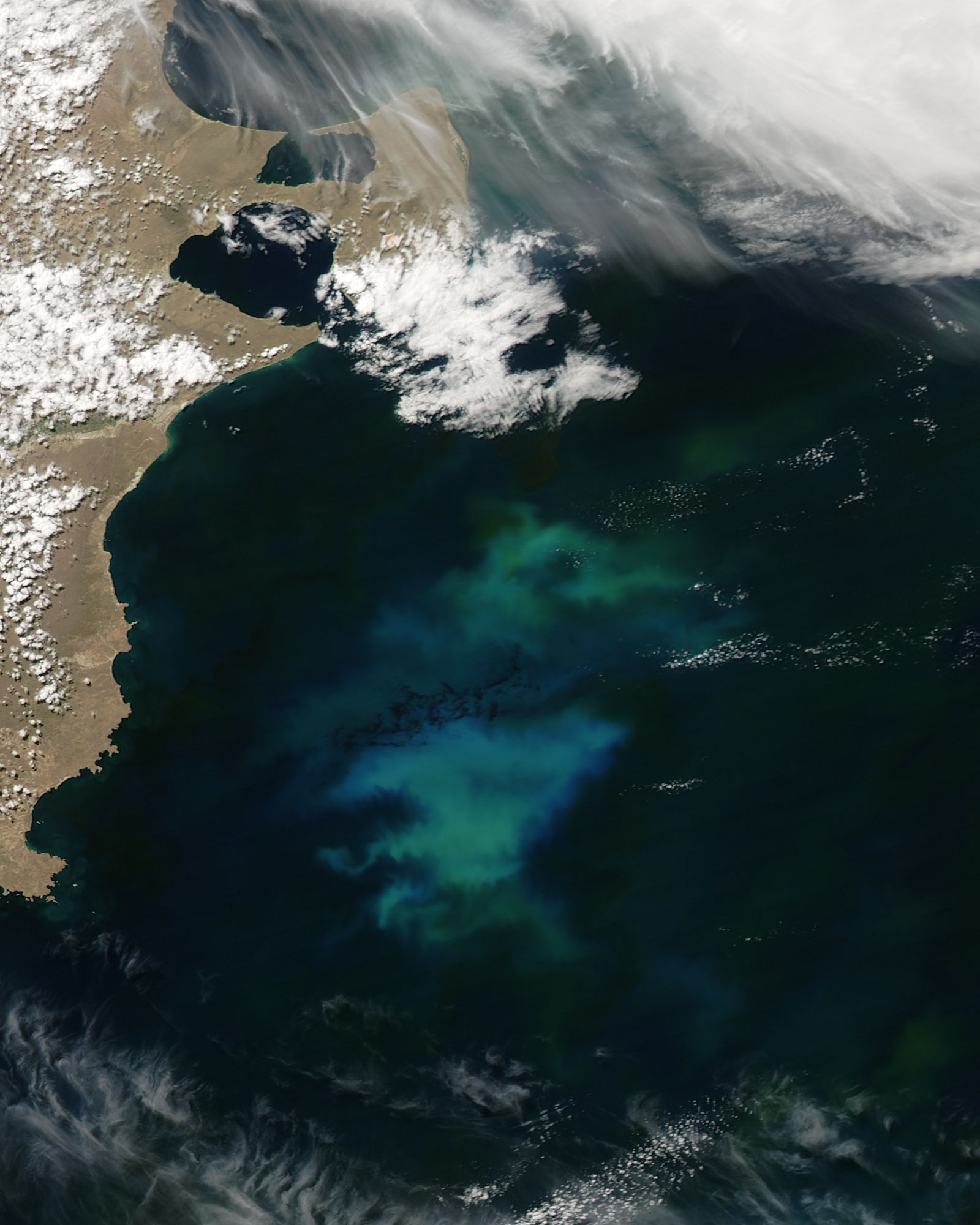
شکوفایی دیاتوم‌ها در اقیانوس اطلس جنوبی، در سواحل آرژانتین